# Aspergillus ambiguus
Aspergillus ambiguus är en svampart som beskrevs av Sappa 1955. Aspergillus ambiguus ingår i släktet Aspergillus och familjen Trichocomaceae.   Inga underarter finns listade i Catalogue of Life.